# NGC 7380
NGC 7380 是一個由卡羅琳·赫歇爾於1787年發現的疏散星團。並被其兄威廉·赫歇爾收入列表，編號是 H VIII.77。1959年沙普利斯亮星云表將其編為 142 號（Sh2-142）。
NGC 7380 又以巫師星雲之名為人所知。是一個位於仙王座的巨大星雲。

## 概述

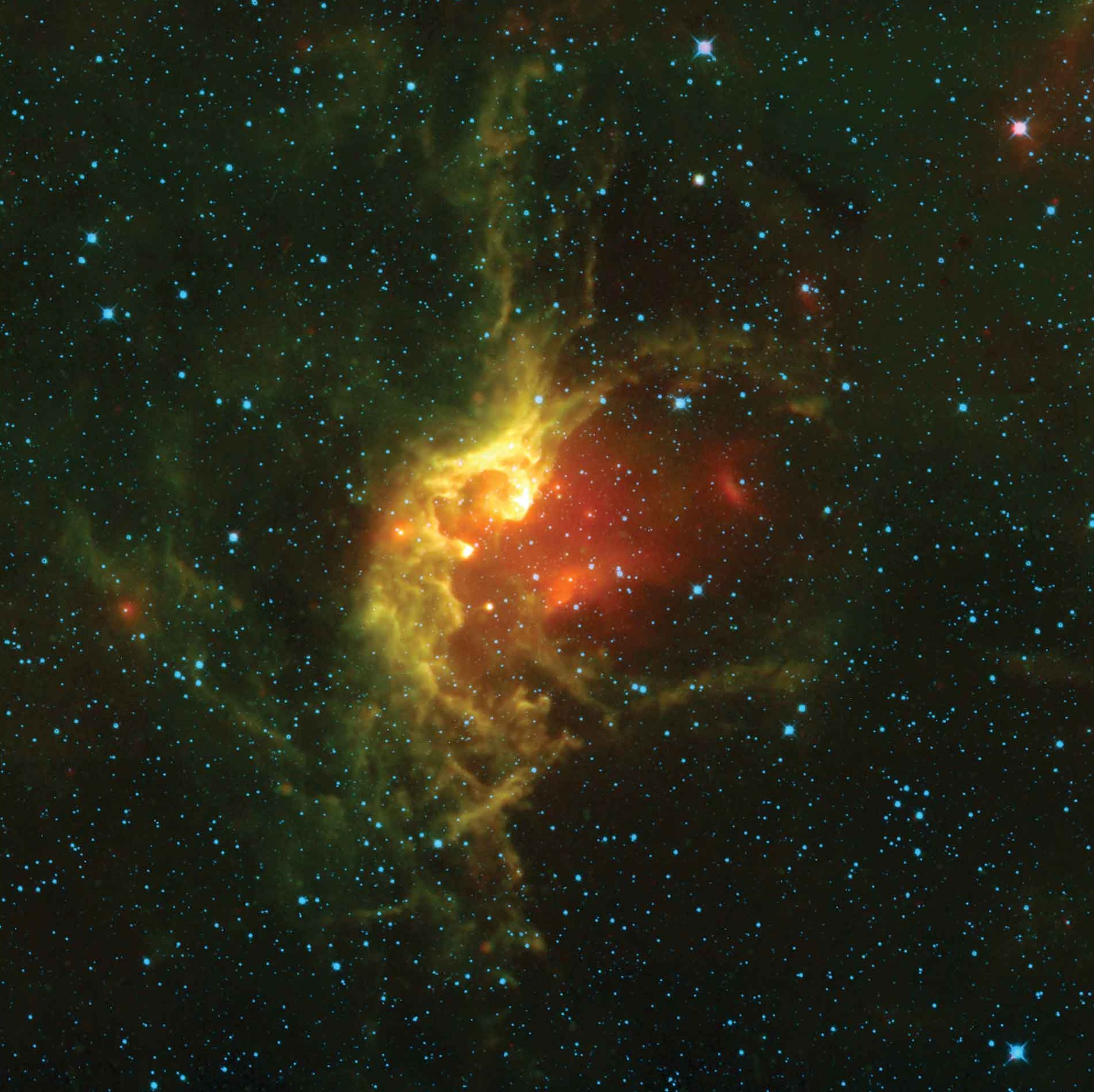
廣域紅外線巡天探測衛星拍攝的 NGC 7380

以下文字來自 NASA Image of the Day gallery March 16, 2010（页面存档备份，存于）
本影像是疏散星團 NGC 7380，又稱巫師星雲，由廣域紅外線巡天探測衛星拍攝的拼接影像，範圍是滿月的 5 倍大。NGC 7380 位於仙王座，距離地球約 7000 光年。本星團是位在一個星雲中，範圍可達到 110 光年。NGC 7380 內自五百萬年前至今持續形成恆星，形成相對年輕的星團。
廣域紅外線巡天探測衛星（Wide-field Infrared Survey Explorer, WISE）是以紅外線觀測的太空望遠鏡，已經觀測數億個天體並拍攝數百萬張影像。本任務是要發現之前所未發現的，包含最冷的恆星、宇宙中最明亮的星系、和接近地球的最暗小行星與彗星。它龐大的資料庫將幫助解答關於行星、恆星和星系的基本問題。
WISE 和 NASA 的史匹哲太空望遠鏡以及 ESA 的赫雪爾太空望遠鏡同樣是紅外線天文衛星，但不同的是 WISE 將進行全天巡天。它是設計做為以廣大視野尋天找到所有未看到的天體，包含稀少天體。WISE 的四個偵測器都可拍攝影像。
NGC 7380 被卡羅琳·赫歇爾發現於1787年疏散星團。其兄威廉·赫歇爾於1800年發現紅外線。
影像版權：NASA/JPL-Caltech/UCLA

## 業餘天文學家拍攝影像
- Deepsky.org.uk - South Common Observatory - Images of the Wizard Nebula（页面存档备份，存于）

## 外部連結
- WikiSky上关于NGC 7380的内容：DSS2, SDSS, GALEX, IRAS, 氢α, X射线, 天文照片, 天图, 文章和图片